# Шепулє
Шепулє (словен. Šepulje) — поселення в общині Сежана, Регіон Обално-крашка, Словенія. Висота над рівнем моря: 356,1 м.